# Lael Wilcox
Lael Wilcox (* 18. Juli 1986) ist eine US-amerikanische Radmarathon-Fahrerin, die 2016 das Trans Am Bike Race und 2015 und 2023 das Frauenrennen der Tour Divide gewann. Sie war die erste Frau, die das Trans Am gewann und stellte bei allen drei Rennen den Rekord unter den Frauen auf. 2024 holte sie mit der Weltumrundung in 108 Tagen und 12 Stunden den Weltrekord der Frauen.

## Leben
Wilcox wurde am 18. Juli 1986 geboren und wuchs in Anchorage, Alaska auf. Sie hat einen Abschluss der University of Puget Sound.
Wilcox begann 2008 mit dem Radreisen im Alter von 20 Jahren, als sie mit ihrem damaligen Freund, Nicholas Carman, auf einer Weltreise über 30 Länder in Nordamerika, Osteuropa, den Mittleren Osten und Afrika bereiste.
Wilcox und Carman trennten sich 2017. Im Mai 2021 heiratete Wilcox Rugile "Rue" Kaladyte, eine Fotojournalistin, die bereits viele von Wilcox’ Radreisen journalistisch begleitet hat.

## Initiativen
Gemeinsam mit Carman plante und realisierte sie im Winterhalbjahr 2015/2016 die Bikepacking-Route Baja Divide, eine Route auf unbefestigten Pisten mit 2.784 km Länge durch Niederkalifornien.
In ihrer Heimat Anchorage setzt sich Wilcox gemeinsam mit ihrer Mutter für Schulkinder ein. Sie vermittelt Grundschülern u. a. Radfahren und Reparatur. Mit der Organisation GRIT möchte sie mehr Mädchen zum Fahrradfahren ermutigen.
Seit 2018 lobt Wilcox mit dem Lael Rides Alaska Women's Scholarship einen Preis für eine von Frauen oder Transpersonen realisierte Bikepacking-Route aus.

## Sportliche Erfolge
Wilcox erstes Radrennen war die Holyland Challenge 2014 in Israel, bei dem sie die jüngste und die einzige weibliche Fahrerin war.

### Baja Divide
2015 fuhr Wilcox auf ihrer selbst geplanten Route längs der Halbinsel Niederkalifornien die schnellste Zeit der Frauen. Ihren eigenen Rekord und den Rekord der Männer brach sie selbst zwei Jahre später (2017).

### Tour Divide
2015 benötigte Wilcox für die Tour Divide 15 Tage, 10 Stunden und 59 Minuten und war damit mehr als zwei Tage schneller als der bisherige Rekord der Frauen. Diesen Rekord hält sie bis heute (2024). 2023 konnte sie das Rennen erneut gewinnen. Das Rennen führt über ca. 4.400 km von Kanada entlang der Rocky Mountains nach Mexiko.

### Trans Am
2016 nahm Wilcox am Trans Am Bike Race teil. Das Radrennen durchquert die USA von West nach Ost. Mit einer Zeit von 18 Tagen und 10 Minuten wurde sie die erste Person mit amerikanischer Staatsbürgerschaft und die erste Frau, die das Rennen gewann.

### Navad 1000
2018 war Wilcox die zweite Frau, die das schweizerische Rennen – heute HOPE 1000 – beendete, den zweiten Platz erreichte und den Rekord für die Originalstrecke bis heute (2024) hält. Das Rennen führt von Romanshorn über 1000 km nach Montreux.

### Westfjords Way Challenge
2022 gewann Wilcox Westfjords Way Challenge, einem Radrennen über knapp 1000 km auf Island.

### Weltumrundung
Am 26. Mai 2024 startete Wilcox in Chicago ihren Rekordversuch zur Weltumrundung. Sie erreichte Chicago am 11. September. Damit unterbot sie ihren ursprünglichen Plan von 110 Tagen. Wilcox legte 29.169 km in 108 Tagen, 12 Stunden und 12 Minuten und knackte damit den bisherigen Weltrekord der Frauen, aufgestellt 2018 von Jenny Graham.